# Die Rasselbande
Die Rasselbande (Originaltitel: La Ribambelle) ist eine 1958 erstmals erschienene frankobelgische Comicserie.

## Handlung
Die Rasselbande besteht aus Phil, Conny, dem schottischen Adligen Archibald, dem Jazztrompeter Dixie und den japanischen Zwillingen Ping und Pong. Sie haben ihr Hauptquartier in einem rostenden Bus auf einem unbebauten innerstädtischen Grundstück, das durch diverse Fallen gegen unbefugtes Betreten gesichert ist. Feinde der Rasselbande sind die Kaimane, eine dreiköpfige Bande Halbstarker, und der unsympathische Millionär Hasse Habegier. In Butler James haben sie hingegen einen hilfsbereiten Fürsprecher zur Seite.

## Hintergrund
Nach einer Idee von André Franquin schrieb Marcel Denis die vierseitige Kurzgeschichte Opération ciseaux, die Jo-El Azara zeichnete und die 1958 in Spirou veröffentlicht wurde. 1962 übernahm Jean Roba das Grundkonzept und entwickelte daraus die eigentliche Serie. Da er zeitgleich noch für Boule & Bill verantwortlich war, nahm er bald die Hilfe der Texter Vicq, Yvan Delporte und Maurice Tillieux in Anspruch. Nach 35 Jahren Unterbruch schrieb Zidrou neue Geschichten, die Jean-Marc Krings zeichnerisch umsetzte.
Dupuis begann 1965 mit der Albenausgabe. Mit der Gesamtausgabe 2001 übernahm Dargaud diese Rolle. Ihren Einstand im deutschsprachigen Raum hatte die Serie bei Rolf Kauka, der sie unter dem Titel Die Sechs zunächst in Fix und Foxi herausbrachte und dann in Fix und Foxi Album, Fix und Foxi Spass und Fix und Foxi Extra teilweise erneut veröffentlichte. Die eigenständige Albenreihe stammte von comicplus+.

## Geschichten
- La Ribambelle gagne du terrain (1962) - Kein Land für Habegier (comicplus+ Bd. 1)
- La Ribambelle en Ecosse (1962–1963) - Die goldene Distel (comicplus+ Bd. 2)
- La Ribambelle s’envole (1963–1964) - Die Kamikaze hebt ab (comicplus+ Bd. 5)
- La Ribambelle engage du monde (Kurzgeschichte, 1964)
- La Ribambelle au bassin (Kurzgeschichte, 1964–1965)
- La Ribambelle aux Galopingos (1966–1967) -  Eine Reise in die Südsee (comicplus+ Bd. 6)
- La Ribambelle enquête (1968–1969) - Ein finsterer Geselle (comicplus+ Bd. 3)
- La Ribambelle contre-attaque (1975–1976) - Die Perle des Orients (comicplus+ Bd. 4)
- La Ribambelle reprend du service (2011)
- La Ribambelle au Japon (2012)